# Zdravstveni sistem Crne Gore
Zdravstveni sistem Crne Gore je organizovan kao jedinstveni zdravstveni region i dominantno se zasniva na javnom sektoru, jer privatni sektor iako postoji nije integrisan. Crnogorski zdravstveni sistem je, po većini parametara koji ga karakterišu, relativno mali sistem i kao takav pogodan je za uvođenje i primenu novih znanja i iskustava i relativno brzu transformaciju u jedan moderan, kvalitetan i efikasan sistem sposoban da u potpunosti zadovolji potrebe krajnjih korisnika svojih usluga. Da je to tako pokazala je rang lista Evropskog zdravstvenog potrošačkog indeksa (ECHI), i podaci Organizacije „Health Consumer Powerhouse“ objavljeni 2019. godine, po kojima se od ocenjivanih 35 zemalja – zdravstveni sistem Crna Gora nalazi na 23. mestu.

## Preduslovi
Zdravstveni sistem Crne Gore je relativno mali na šta utiče populacija od 640.000 stanovnika, prema kojoj Crna Gora spada u red malih zemalja, u kojoj je po podacima iz 2007. godine stopa nataliteta iznosila 12,44 na 1,000 stanovnika, stopa mortaliteta 9,51 na 1,000 stanovnika, što je uslovilo pozitivnu stopu prirodnog priraštaja od 2,93 na 1,000 stanovnika. Hronične nezarazne bolesti vodeći su uzroci obolevanja, invalidnosti i prevremenog (prije 65. godine) umiranja stanovnika Crne Gore. U Crnoj Gori je mortalitet odojčadi smanjen sa 11,14 na 1,000 zivorođenih (1991.) na 7,4 na 1,000 živorodjenih (2007). Međutim, to je značajno iznad proseka zemalja clanica EU (4,6 na 1,000 živorodjenih) i Evro A – grupe (3,9 na 1,000 zivorođenih).
Na ovaj sistem iako mali utiče i socio-ekonomska situacija, nizak nivo BDP-a i visoka stopa nezaposlenosti, kao ozbiljan limitirajuci faktor održivog finansiranja zdravstvene zaštite.

## Organizacija
Shodno zakonskim propisima Crna Gora je osnivač najvećeg broja zdravstvenih ustanova u kojima se obezbjeđuje zdravstvena zaštita stanovništva. Zdravstvena zaštita se pruža u:
- zdravstvenim ustanovama koje čine mrežu državnih zdravstvenih ustanova
- ustanovama u privatnom vlasništvu.

Mreža zdravstvenih ustanova je organizovana na način da se građanima obezbedi zdravstvena zaštita shodno potrebama i mogućnostima zdravstvenog sistema, a u skladu sa principima solidarnosti, dostupnosti i jednakosti u ostvarivanju zdravstvene zaštite.
| Kadrovska struktura u zdravstvu Crna Gore u 1991, 2003, 2008 i 2013. | Kadrovska struktura u zdravstvu Crna Gore u 1991, 2003, 2008 i 2013. | Kadrovska struktura u zdravstvu Crna Gore u 1991, 2003, 2008 i 2013. | Kadrovska struktura u zdravstvu Crna Gore u 1991, 2003, 2008 i 2013. | Kadrovska struktura u zdravstvu Crna Gore u 1991, 2003, 2008 i 2013. |
| Profil                                                               | 1991                                                                 | 2003                                                                 | 2008                                                                 | 2013                                                                 |
| -------------------------------------------------------------------- | -------------------------------------------------------------------- | -------------------------------------------------------------------- | -------------------------------------------------------------------- | -------------------------------------------------------------------- |
| Lekari i lekari specijalisti                                         | 917                                                                  | 1139                                                                 | 1312                                                                 | 1348                                                                 |
| Stomatolozi                                                          | 275                                                                  | 265                                                                  | 98                                                                   | 27                                                                   |
| Farmaceuti                                                           | 120                                                                  | 103                                                                  | 99                                                                   | 105                                                                  |
| Svi zdravstveni radnici i saradnici                                  | 3485                                                                 | 5464                                                                 | 5405                                                                 | 5550                                                                 |
| Nemedicinski radnici                                                 | 1961                                                                 | 1787                                                                 | 1826                                                                 | 1678                                                                 |
| Svi zaposleni u zdravstvu                                            | 6815                                                                 | 7251                                                                 | 7231                                                                 | 7228                                                                 |

### Nivoi zdravstvene zaštite
Zdravstvena zaštita se pruža na tri nivoa.
Prvi je nivo primarne zdravstvene zaštite koji bi trebao da obezbijedi 80-85% potreba za zdravstvenom zaštitom. Nosilac primarne zdravstvene zaštite je izabrani doktor u ambulanti, odnosno timovi izabranih doktora.
Drugi nivo, nivo sekundarne zdravstvene zaštite, se obezbjeđuje preko specijalističkih ambulanti i bolničkih odjeljenja, kao i tercijarni nivo zdravstvene zaštite uz razvijanje subspecijalističkih ambulanti.

### Zdravstvena  mreža
Zdravstvena mreža u Crnoj Gori organizovana je u skladu sa:
- ukupnim brojem stanovnika,
- demografskim karakteristikama stanovništva gravitirajućeg broja stanovnika,
- zdravstvenim stanje,
- karakteristike pojedinih teritorija,
- raspoloživost zdravstvenih resursa,
- dostupnosti zdravstvene zaštite u skladu sa ekonomskim mogućnostima Crne Gore.

### Zdravstvene ustanove
Zdravstvene ustanove u Crnoj Gori organizovane su kroz mrežu primarne, sekundarne i tercijarne zdravstvene zaštite, koja se sastoji od:
- 18 domova zdravlja,
- sedam opštih bolnica,
- tri specijalne bolnice,
- Kliničkog centra Crne Gore,
- Zavoda za hitnu medicinsku pomoć,
- Instituta za javno zdravlje,
- Apotekarske ustanove Crne Gore, ‘Montefarm’ u čijem sastavu se nalazi 41 apoteka u svim opštinama Crne Gore.

Dom zdravlja je referentni centar primarne zdravstvene zaštite koji pruža ili omogućava podršku timu izabranog doktora. Organizaciono, dom zdravlja ima tri osnovne Celine: 
- ambulantu izabranog doktora, odnosno timove izabranih doktora (izabranog doktora pedijatra, izabranog doktora za odrasle i izabranog doktora ginekologa);
- centre za podršku izabranim doktorima koji su organizovani na lokalnom i regionalnom nivou za: 
  - plućne bolesti i tuberkulozu,
  - dijagnostiku,
  - mentalno zdravlje, decu sa posebnim potrebama, prevenciju i sl.
  - jedinice za podršku za: patronažu, fizikalnu terapiju primarnog nivoa i sanitetski prevoz.

### Privatni sektor
Privatni sektor koji trenutno nije integrisan u sistem zdravstvene zaštite, iako se sastoji od većeg broja ordinacija, zubarskih ordinacija, veledrogerija i apoteka.
Kada je reč o privatnim pružaocima zdravstvenih usluga, njih sistem na nivou plana mreže Crne Gore, niti na nivou usluga koje pružaju (korisnika privatnih zdravstvenih usluga) je tu, ali se ne vidi.
Bez obzira šta je razlog neprikazivanja ključnih elemenata privatnog sektora (broj i vrsta privatnih zdravstvenih ustanova), na ovakav način sistem ne može da prati niti planira, uporedjuje i razvija javnu infrastrukturu. Još manje, može da utiče na razvoj nedostajućih kapciteta i u javnom i u privatnom sektoru Crne Gore.
Kada je reč o izvorima finansiranja privatnog zdravstvenog sektora, on se ne prikazuje na sistematski i javnosti lako dostupan način, a u nacionalnim zdravstvenim računima ukupne troškove na zdravstvo se prikazuju — ali to je jedna vrlo gruba ukupna procena.

## Opterećenost sistema
U odnosu na broj pregleda planiranih Programom zdravstvene zaštite u Crnoj Gori doktori medicine  prosečno ostvaruju 3,5 - 3,9 pregleda po osiguraniku (planirano 3,9).
U poređenju sa brojem poseta kod ljekarna u primarnoj zdravstvenoj zaštiti, broj specijalističkih konsultacija na nivou domova zdravlja (0,59 pregleda po osiguraniku) je zadovoljavajući. 
Na nivou bolnica ostvaruje se 1,05 pregleda po osiguraniku.

## Bibliografija
- Ustav Crne Gore,
- Zdravstvena politika u Crnoj Gori do 2020. godine (2001),
- Strategija razvoja zdravstva Crne Gore (2003.),
- Master plan razvoja zdravstva Crne Gore za period 2005. – 2009.g.,
- Master plan razvoja zdravstva Crne Gore za period 2010. – 2013.g.,
- Zakon o zdravstvenoj zaštiti (Sl.list RCG 39/2004, 14/10),
- Zakon o zdravstvenom osiguranju (Sl.list RCG 39/2004, 14/12),
- Zakon o pravima pacijenata (Sl. list CG 40/2010),
- Evaluacija programa zdravstvene zaštite u Crnoj gori za 2013. godinu,

## Spoljašnje veze
- Ocjena integriteta zdravstvenog sistema u Crnoj Gori[мртва веза]